# Wenceslao Ramírez de Villa Urrutia
Wenceslao Ramírez de Villa Urrutia (La Habana, 17 de febrero de 1850-Madrid, 10 de abril de 1933) fue un diplomático, historiador y político español, ministro de Estado durante el reinado de Alfonso XIII.

## Biografía
Subsecretario de Estado entre 1894 y 1895 y senador vitalicio en 1905, ocupó la cartera de ministro de Estado entre el 27 de enero y el 23 de junio de 1905 en un gabinete presidido por Raimundo Fernández Villaverde.
Como diplomático fue ministro plenipotenciario en Constantinopla, Atenas y Bruselas, y embajador en Viena, Londres, Roma y París.
Miembro de la Real Academia de la Historia, es autor de obras como La conferencia de Algeciras (1906), Relaciones de España e Inglaterra durante la Guerra de la Independencia, Apuntes para la historia diplomática de España (1911, 1914), Las mujeres de Fernando VII (1916), La reina María Luisa, esposa de Carlos IV (1927), Palique diplomático (1928), Madame de Staël (1930), Fernán-Núñez, el embajador (1931); Fernando VII, rey constitucional, y Fernando VII, rey absoluto (1931); y Lucrecia Borja, la reina gobernadora.
En 1913 recibió el título de marqués de Villa-Urrutia.

## Títulos y órdenes

### Títulos
- I marqués de Villa-Urrutia

### Órdenes
- 6 de junio de 1905: Caballero gran cruz honorario de la Real Orden Victoriana.[3] (Reino Unido)